# راكيا

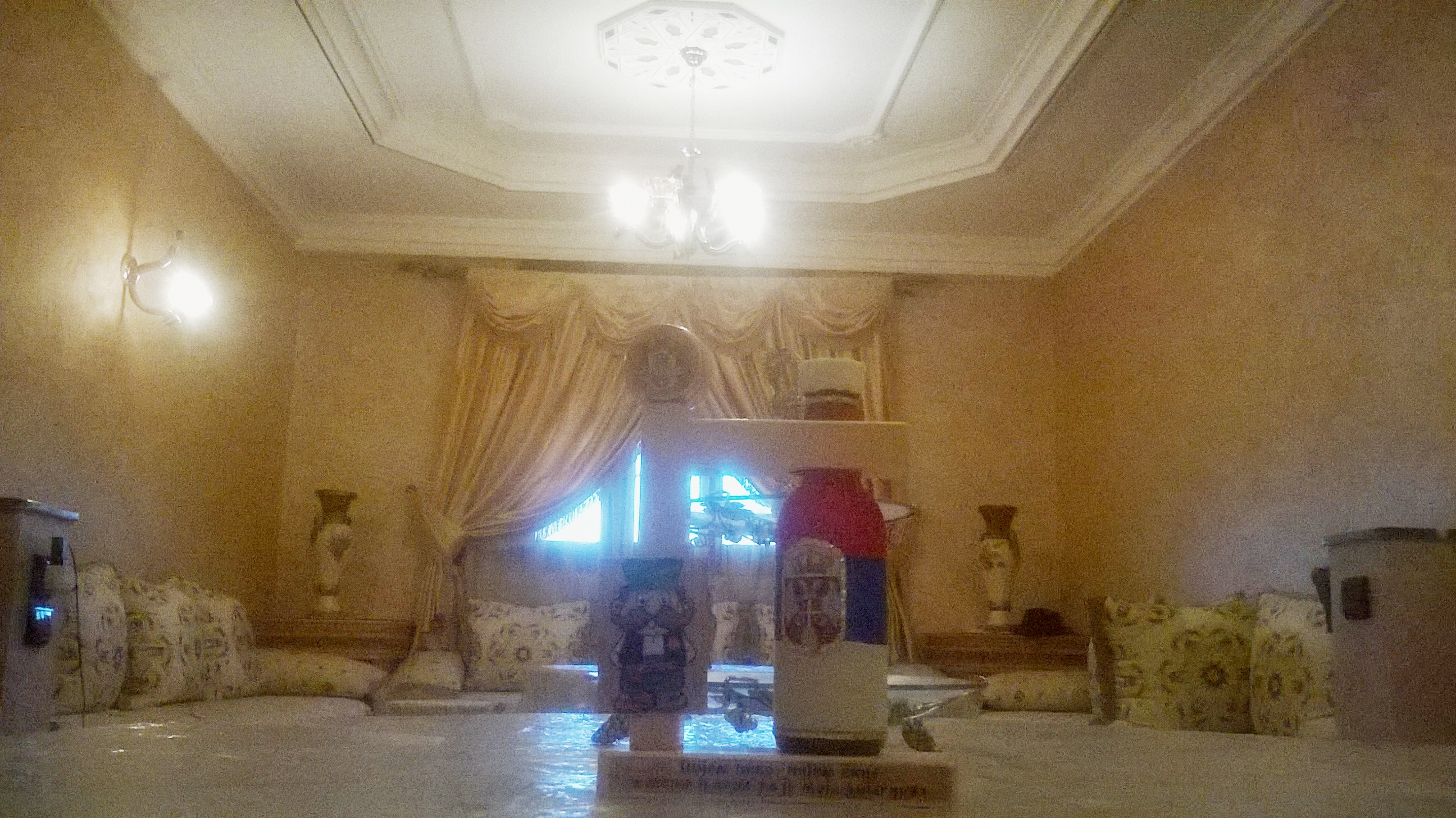
راكيا في زجاجة بعلم صربيا كمشروب كحولي تراثي ذي شعبية واسعة، ويقدم كهدايا في بعض المناسبات الخاصة للأصدقاء كأعياد الميلاد

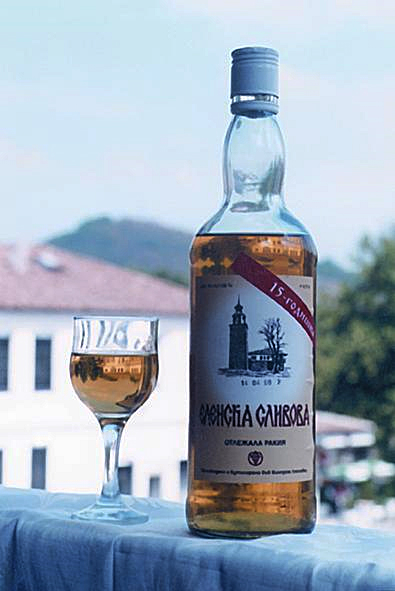
قنينة راكيا من نوع خوخ

الراكيا كما تُعرف باسم راكيجا أو راقيا أوركية، (بالبلغارية: ракия، وبالأبجدية السيريلية الصربية: ракија، وبالأبجدية الصربية اللاتينية rakija وبالرومانية rachiu وتُنطق راشيو، وبالأبجدية السلوفينية ووباللغة الكرواتية والبوسنية: تكتب راكيجا rakija، وبالألبانية: raki راكي) هو مصطلح لمشروب روحي شعبي يُصنع محليا في بعض بلدان أوروبا الوسطى وجنوب شرق أوروبا، في بلدان صربيا واليونان وكرواتيا والجبل الأسود وبلغاريا والبوسنة والهرسك وألبانيا وتركيا، وغالبا ما يكون حاضرا في موائد الاحتفالات الشعبية والدينية والتراثية كرأس السنة والأعياد الوطنية وأعياد الميلاد وحفلات الزواج وفي مناسبات الزيارات العائلية والأصدقاء.

## أصل التسمية
كلمة الراكيا قد تكون مشتقة من كلمة الراكي، وهي كلمة من جذر تركي (rakı) وتعني «الروح المقطرة».

## نسبة الكحول
تحتوي قنينة الراكيا على نسبة كحول في معدل العام عادة ما تصل إلى 40٪ في النوع المصنع، ولكن الراكيا المنتجة محليا في الضيعات الفلاحية، غالبا ما تكون أقوى من ذلك، حيث تتفاوت ما بين 50٪ إلى 80٪، ويمكن أن يصل نسبة الكحول في بعض الإنتاجات المحلية عند المزارعين إلى 90٪ في بعض الأحيان.

## الإنتاج

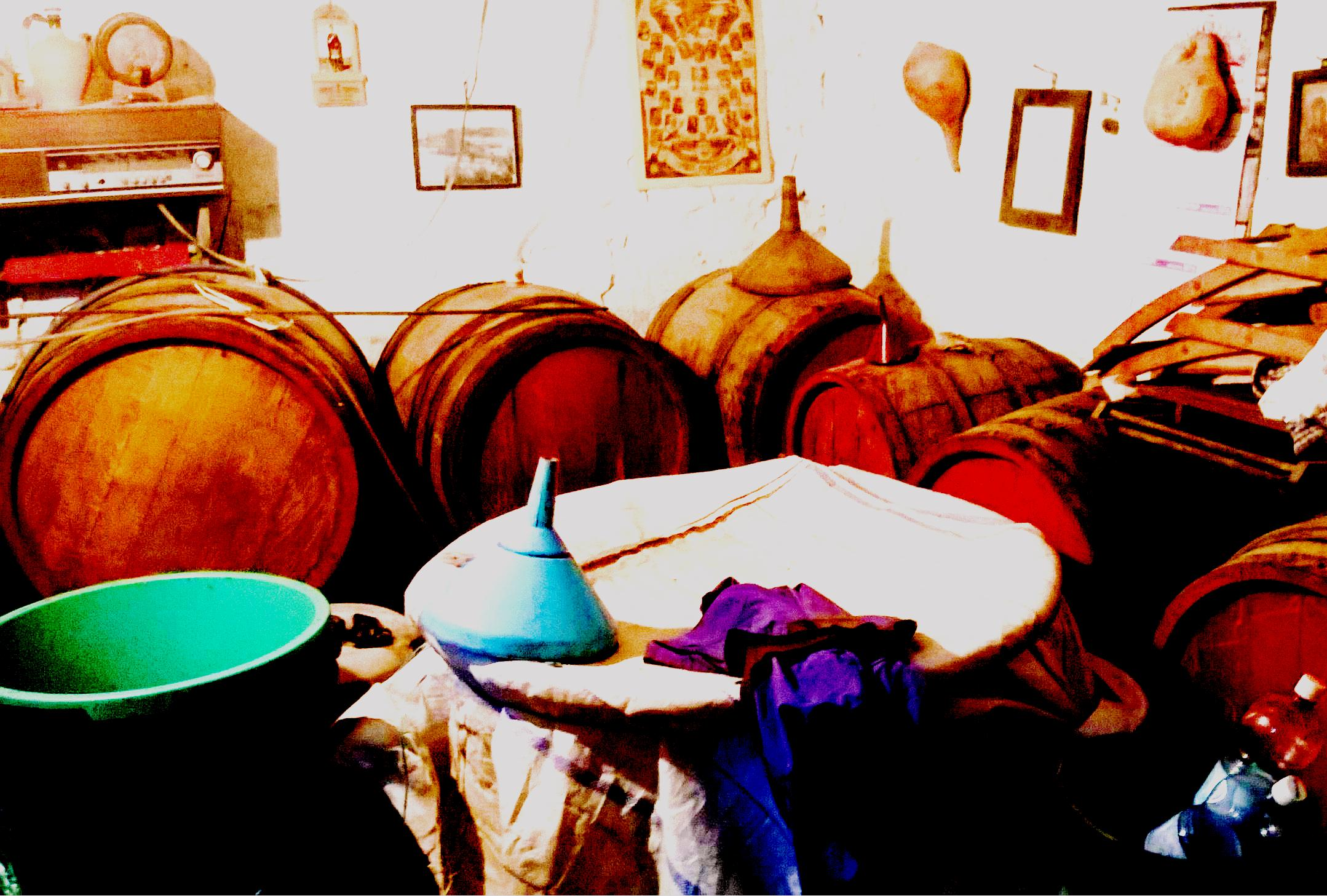
براميل من النوع الخشبي في مستودع لإنتاج مشروب الراكيا الروحي، في إحدى الضيعات، غالبا ما يتم إنتاجها بطريقة بيو تقليدية من مزارعين محليين في صربيا، وتتميز بنكهة خاصة، يمكن إضافة بعض الأعشاب في عملية إعدادها، كاليانسون أو عسل النحل الطبيعي، يرتفع عليها الطلب بشكل كبير في الأعياد الوطنية والدينية واحتفالات رأس السنة.

تنتج الراكيا من عدة أنواع الفواكه المختلفة، كالتفاح والتوت والخوخ، وينتج مشروب الراكيا إما من طرف شركات مُصنّعة ذات علامات تجارية، أو تُنتج محليا من طرف المزارعين في ضيعاتهم الفلاحية، مُستفيدين من وفرة بعض أنواع الفاكهة، كالتفاح مثلا أو التوت في صربيا الذي تحتل مراتب متقدمة في إنتاجه وتصديره بعد روسيا وبولندا، وفاكهة الخوخ الذي تحتل المرتبة الثانية في إنتاجه في العالم بعد الصين.
وقد عمل بعض المزارعين المحلين على تأسيس جمعية إنتاج الراكيا في بعض الدول كبلغاريا  وكجمعية الأرواح الطبيعية في صربيا مثلا، للدفاع عن مصالحهم وتطوير المنتوج وتبادل الخبرات للمنافسة في السوق المحلية، خصوصا أنه ينتج بطريقة «البيو» تقليدية تجعله مطلوبا من العديد من الزبناء، خاصة في فترة أعياد الميلاد والحفلات الخاصة والاستهلاك المنزلي.
تعتبر الراكيا واحدة من المشروبات الروحية الأكثر شعبية في صربيا. وهي أكبر منتج للراكيا في العالم، ويرتفع نصيب الفرد فيها من مشروب الراكيا عن أي بلد آخر.
في صربيا هناك حوالي 10000 منتِج خاص لمشروب الراكيا، 2000 منهم مسجل في السجل الرسمي، منها حوالي مائة أقبية ومستودعات التقطير تنتج مشروب الراكيا عالية الجودة.
في عام 2007، رخص الاتحاد الأوروبي في اتفاقية مع صربيا خمسة علامات تجارية مختلفة لمشروب الراكيا وهي (Šljivovica سليفوفكا)،(Dunjevača دونجيفاكا)، (Medovača ميدوفاكا)، (Kruškovača كروسكوفاكا)،(وجابوكوفاكا Jabukovača)، مما يجعلها الدولة الوحيدة التي لديها علامات تجارية عالمية لمشروبات منتوج راكيا الروحي.

## الأنواع
مشروب الراكيا الروحي هو من المشروبات المقطرة وهو بالتالي يعتبر من نوع عرق (مشروب كحولي)، وفي تدقيق جذر المصطلح فهو يعني «الروح المقطرة»، وتنتج الراكيا إما بواسطة شركات متخصصة أو بشكل طبيعي في ضيعات المزارعين المحليين، باستعمال براميل خشبية مخصصة لإنتاج الخمور، خصوصا في دول صربيا وكرواتيا وبلغاريا والجبل الأسود. 
وقد اعتبر عرق الراكيا في تقييم لمعهد المشروبات الكحولية التي يتواجد مقرها بشيكاغو من أكثر المشروبات تقييما وجاذبية في العالم، حيث احتل المرتبة الثالثة في هذه الدراسة من معهد المشروبات المشروبات الكحولية، في مسابقة دولية للمشروبات الروحية "BTI"، ب 89 نقطة بفارق نقطة واحدة عن المركز الثاني.
وهناك أنواع كثيرة من مشروب الراكيا الروحي، يختلف النوع، حسب الفاكهة المستعملة في إنتاجها، كما يضيف إليها بعض المزارعين في إعدادها العسل الطبيعي أو بعض أنواع الأعشاب كالعرعار أو اليانسون، مما يضفي عليها نغمة ونكهة خاصة في تناولها، ويمكن تناول عرق الراكيا مباشرة بعد تقطيره ولكن يُفضل تركه ليرقد ويستريح عدة أيام لتتجلى وتظهر نكهته القوية بشكل أوضح. وهذه أهم أنواعها المعروفة:
| الفاكهة                       |
| الأنواع الأساسية              |
| ----------------------------- |
| راكيا فاكهة البرقوق           |
| راكيا فاكهة العنب             |
| راكيا فاكهة المشمش            |
| راكيا فاكهة الخوخ             |
| راكيا فاكهة الكمثرى أو الاجاص |
| راكيا فاكهة التفاح            |
| راكيا فاكهة التوت             |
| راكيا فاكهة السفرجل           |
| راكيا فاكهة التين             |
| راكيا فاكهة الكرز             |
| راكيا من فواكه مختلطة         |
| راكيا كرز حامض                |

ويمكن أن تنتج الراكيا بإضافة منتوجات أخرى كالعسل وبعض أنواع الأعشاب، التي تُضفي عليها نُكهة خاصة من حيث الذوق أو المفعول أو الجانب الصحي كذلك، نذكر من أهمها:
| إنتاج بمعية منتوجات أخرى       |
| ------------------------------ |
| راكيا ب الأعشاب herbs          |
| راكيا بإضافة عسل النحل الطبيعي |
| راكيا مع العرعر                |
| راكيا مع اليانسون              |
| إنتاج بمعية الأرز              |

## في ثقافة المجتمع

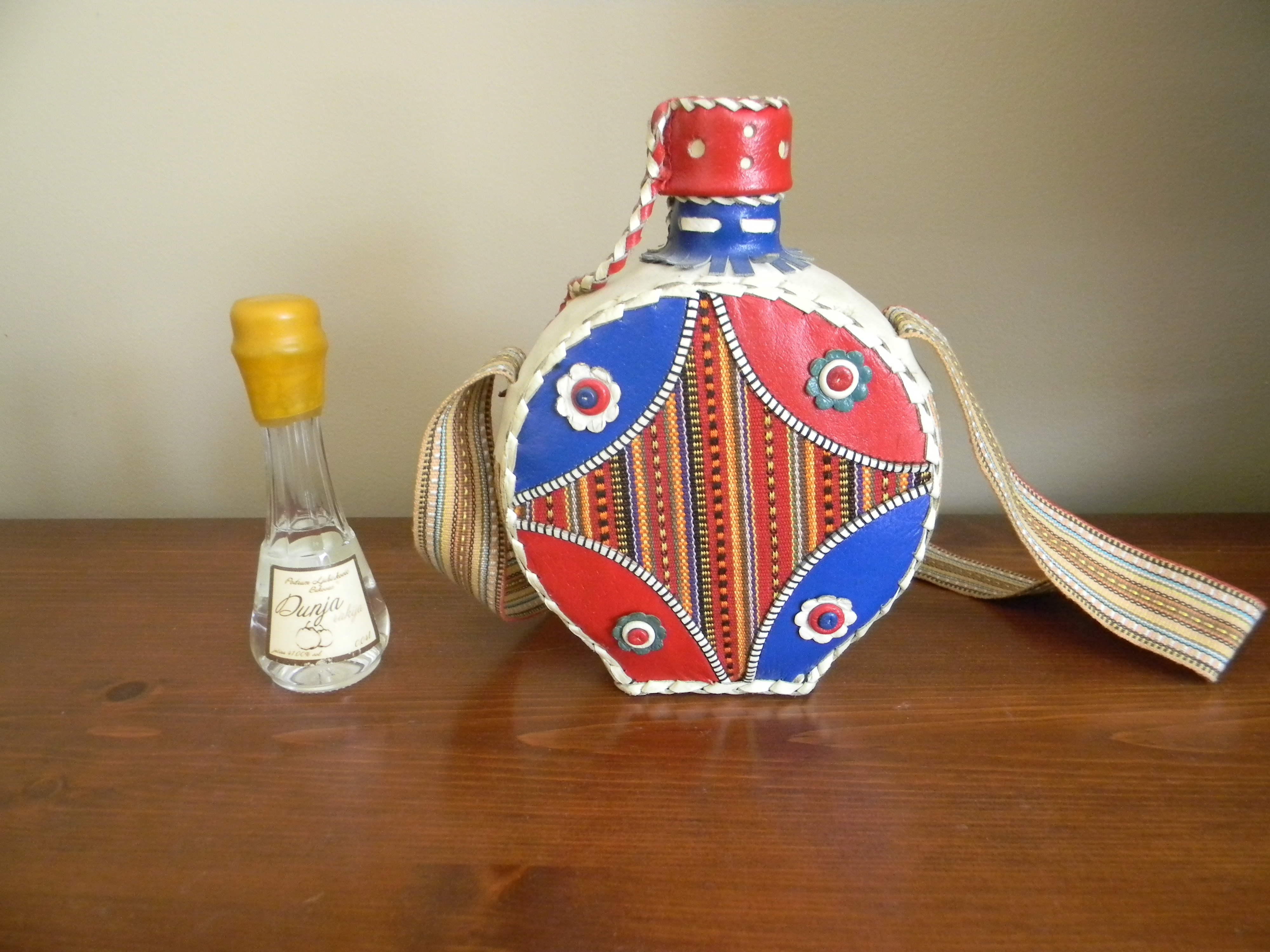
مشروب الراكيجا الروحي يعتبر مشروبا تُراثيا في جمهورية صربيا

يعد مشروب الراكيا شرابا تراثيا أو تقليدا وطنيا محليا في عدة بلدان بجنوب شرق أوروبا، على الأخص صربيا التي تعتبر فيها الراكيا واحدة من المشروبات الروحية الأكثر شعبية، والأولى في إنتاجه والدولة الوحيدة في العالم الحاصلة على علامات تجارية دولية لتصديره خصوصا لدول الاتحاد الاوربي.
 وبنفس الشعبية في كرواتيا والجبل الأسود ورومانيا.. حيث يرتبط بعدة تقاليد ونشاطات اجتماعية واحتفالات ذات طابع تقاليدي وتراثي، كالأعياد الدينية والأعراس وأعياد رأس السنة سواء الميلادية أو الأرثوذكسية.
وقد ظهر نوع من السياحة المرتبط بسياحة الراكي، حيث يقوم السياح يزيارة حانات في مواقع سياحية وحضور مهرجانات تضم احتفالات ورقصات شعبية خصوصا تلك التي تُنظم في بعض الفنادق المُصنفة.
وتقدم في المطبخ المنزلي أو بعض المطاعم المحترفة، بمثابة مقبلات أولية بمعية سلطة الخضار، حيث يتم تقديم الراكيا أحيانا ساخنة ومحلاة بالعسل أو السكر مما يجعلها تأخذ ذوقا ومفعولا ونكهة ونغمة قوية ومختلفة بكل المقاييس، خصوصا تلك المُعدَة بالفواكه بمعية بعض الأعشاب كاليانسون أو العرعر.

## وصلات خارجية
- – S.A.R.S., Rakija أغنية صربية شعبية تحت عنوان «راكيا»
- – Marko Kon, Rakija Marko Kon - Rakija أغنية ل«ماركو كون» تحت عنوان «راكيا»
- أغنية «أحب الرجال الذين يحتسون الراكيا» بصوت المغنية فيكي ميلجكوفيتش Viki Miljkovic - rakiju